# Рузуддинов, Саурбек Рузуддинович
Саурбек Рузуддинович Рузуддинов (11.05.1947) — известный стоматолог-ортопед, учёный, педагог, доктор медицинских наук, профессор, Заслуженный деятель РК (2007), член Всемирной ассоциации стоматологов (FDI).

## Биография
Саурбек Рузуддинович родился в 1947 г. в селе Карамурт Южно-Казахстанской области. Окончил Алматинский государственный медицинский институт. После окончания КазНМУ им. С. Д. Асфендиярова с 1969 по 1971 годы являлся стажером-исследователем кафедры ортопедической стоматологии КазНМУ им. С. Д. Асфендиярова. С 1971 по 1974 годы обучался в аспирантуре у профессора В. Ю. Курляндского в Москве, которую закончил досрочной защитой кандидатской диссертации на тему: «Влияние протезных материалов на активность ферментов смешанной слюны». С 1974 года работал ассистентом, затем доцентом кафедры ортопедической стоматологии КазНМУ им. С. Д. Асфендиярова. В 1987 году защитил докторскую диссертацию на тему: «Совершенствование стоматологической помощи рабочим фосфорной промышленности, клинико-лабораторное обоснование специфических профилактических средств и зубопротезных материалов» в Москве. С 1989 — профессор, заведующий кафедрой ортопедической стоматологии КазНМУ им. С. Д. Асфендиярова. Генеральный директор  Высшего медико - стоматологического колледжа профессора  Рузуддинова.

## Научные, литературные труды
300 научных работ, в том числе 4 монографии, 10 методических указаний и пособий, получены 13 авторских свидетельства (Казахстана) на изобретение, 15 патентов (Казахстана), сделано 38 рационализаторских предложений. Подготовил 15 кандидатов и 1 доктора медицинских наук.
• «Ученые-стоматологии Казахстана»
• Особенности иммунитета у лиц с непереносимостью к металлическим зубным протезам
• Сплав «stomet-4 kz» для ортопедической стоматологии (соавтор) 2015
• Универсальный фильтрующий элемент 2014
• Способ фиксации несъемных зубных протезов при низкой клинической коронке зуба (соавтор) 2009
• Способ снятия слепка с лица (соавтор) 2008
• Состав противогазового фильтра(соавтор) 2006 и др.

## Награды и звания
1. Доктор медицинских наук (1987)
2. Профессор(1989)
3. «Отличник здравоохранение» (1983)
4. Член Всемирной ассоциации стоматологов (FDI) (2003)
5. Заслуженный деятель РК (2007)
6. «Серебряный медаль КазНМУ им. С. Д. Асфендиярова|КазНМУ» (2007)
7. Медаль «20 лет независимости РК» (2011)
8. Нагрудный знак «Алтын Дәрігер»
9. Почетный профессор Московского государственного медико-стоматологического и Карагандинского государственного медицинского университетов
10. Награжден орденом "Құрмет"  2017